# Joaquim de Sarriera i de Milans
Joaquim de Sarriera i de Milans fou un aristòcrata i polític català, diputat pel districte de Gandesa a les Corts Espanyoles durant la restauració borbònica.
Era fill de Joaquim de Sarriera i de Larrard, VIII comte de Solterra. Aquest va morir el 1912 i va heretar el comtat la seva neboda Clotilde, que va morir el 1912 sense descendents. Llavors Joaquim esdevingué X comte de Solterra. Fou elegit diputat pel districte de Gandesa dins les llistes del Partit Liberal a les eleccions generals espanyoles de 1898.